# 春風亭柳昇
春風亭 柳昇（しゅんぷうてい りゅうしょう、柳曻とも）は、落語の名跡。2003年に5代目が死去して以降空き名跡。代数に関しては詳らかになっていない。
- 初代麗々亭柳昇 - 後∶2代目柳亭左龍
- 2代目麗々亭柳昇 - 後∶6代目司馬龍生
- 3代目春風亭柳曻 - 後∶8代目朝寝坊むらく
- 4代目春風亭柳昇 - 後∶3代目桂三木助

5代目 春風亭 柳昇（しゅんぷうてい りゅうしょう、1920年〈大正9年〉10月18日 - 2003年〈平成15年〉6月16日）は、東京府北多摩郡武蔵野村（現：東京都武蔵野市）出身の落語家。本名：秋本 安雄。ペンネーム：林 鳴平。出囃子は『お前とならば』。数々の新作落語を創作した。

## 来歴・人物

五瓜に唐花

太平洋戦争中は陸軍に召集され、歩兵として中国大陸に渡ったが、敵機の機銃掃射で手の指を数本失っている。利き手をやられたため、元の職場に復職することもできず途方に暮れていたところ、戦友に6代目春風亭柳橋の息子がおり、その縁で生活のために柳橋に入門して落語界入りした。初高座は1946年12月1日の鈴本演芸場昼の部だった。
手を使った表現が多い古典落語では成功はおぼつかないと考え、新作落語一本に絞って活動して成功を収めた。ただ、数は少ないが古典落語のネタも持っており、『雑俳』や『お茶漬け（茶漬間男）』などを演じている。
年齢を重ねるごとに老人然とした風貌になり、しなびた声・口調に変わっていったが、これがとぼけた味となり、新作派の大御所として地位を確固たるものとしていく。80歳を過ぎても高座やテレビへの出演を積極的に続け、生涯現役の噺家であったが、表舞台での挙措に衰えが囁かれるようになった矢先であった2003年6月16日に胃癌のため死去。82歳没。
日本会議代表委員を務めるなど、保守系の言論活動も行った。
次男はアニメ監督・アニメーターの知吹愛弓。

## 経歴
- 1920年10月18日 - 東京府北多摩郡武蔵野村（現：武蔵野市）の旧農の跡取り息子として出生。
- 1933年10月 - 地元にできたばかりの横河電機に就職。同社吹奏楽団でトロンボーンを担当。
- 1940年7月 - 徴兵検査で甲種合格。
- 1941年2月 - 出征。現役兵として歩兵第101連隊第一機関銃中隊に入隊。10月、上等兵に進級。民家への覗きが発覚、重営倉3日の処分を受ける。
- 同じ隊にいた渡辺勝郎と友人となる。
- 1943年2月 - 兵長に進級。馬匹係を経て軍用犬係となり、「寒朝号」を担当。自ら給餌するため肉の配給を受け、食生活が豊かになる。
- 1944年 - 中支派遣船舶司令部へ分遣、船舶警護分隊長として部下14名、九二式重機関銃3丁とともに輸送船「暁雲丸」に乗船。伍長に進級。台湾高雄港付近で敵艦載機の雷撃により撃沈されるが、救助される。
- 1945年3月25日 - 青島に向け上海を出航した輸送船「厚利丸」で敵機ノースアメリカンB-25の空襲を受け、指を数本失う重傷（右前膊左手背骨折擦過機関砲弾創）を負い、輸送船「真岡丸」に救助される。「厚利丸」は沈没。傷痍軍人として部隊から外れる。以後、敗戦まで転院しつつ入院生活を送る。
- 1945年8月15日 - 北京陸軍病院で玉音放送を聞く。
- 同年12月 - 復員。
- 1946年12月1日 - 復員後、元の会社に復職を打診したが、傷痍軍人であることを理由に再就職を拒否される[2]。戦友・渡辺勝郎の父である6代目春風亭柳橋（日本芸術協会会長）に入門。初名、春風亭柳之助。
- 1949年5月1日 - 二つ目昇進。5代目春風亭柳昇襲名。
- 1958年10月1日 - 10代目桂文治、2代目桂小南、三笑亭夢楽、三遊亭小圓馬、4代目春風亭柳好とともに真打昇進。
- 1973年2月13日　- 国立演芸場設立促進委員長となり、国立演芸場を完成させる（1979年2月23日）。
- 2003年4月23日 - 「第一回 笑芸人 超・特撰落語会」で口演した『結婚式風景』が最後の高座となる。
- 2003年6月16日 - 東京都清瀬市の病院で胃癌で逝去。82歳没。
- 2020年10月18日 - この日に生誕百年を迎えたことを記念して、武蔵野市在住だったことから武蔵野公会堂に直弟子・孫弟子一同が集まり生誕百年記念公演が開催された[3]（主催：春風亭柳昇一門、共催：公益財団法人武蔵野文化事業団）。

## エピソード
落語家として
- 「春風亭」は元々初代麗々亭柳橋に遡る柳派の亭号である（春風亭柳枝など）。すなわち柳昇やその一門も柳派の系譜の一員である。
- まだ二つ目だった時、横浜市の真金町の遊廓の慰労会に招かれて一席を披露したことがある。当時中学生だった椎名巌は、その慰労会での柳昇の落語を生で聴き、「自分も落語家になろう」と決意した[4][5]。この中学生は後の桂歌丸である。
- 温厚で飄々とした芸風のイメージの持ち主であるが、1984年に所属する芸協が鈴本演芸場と絶縁した際、これを不服とした桂文朝、桂文生、桂南喬が落語協会に移籍したことを聞くと「あいつらとは二度と共演したくない」と激怒するなど、裏切りを許さず生真面目で頑固な一面も持ち合わせていた。
- 6代目三遊亭圓生が中心人物となり1978年に引き起こされた落語協会分裂騒動の際、圓生の直弟子の中から三遊亭好生と三遊亭さん生が師匠に逆らって落語協会への残留を選んだことから、圓生が両者を破門した上に芸名を剥奪するという事件が起きた。当時芸協の副会長であった柳昇は、好生について客分格の弟子として引き受けた当時の落語協会顧問8代目林家正蔵から相談を受ける形で、好生に「春風亭」の亭号の使用許可を与えており、事実上の“高座の孤児”となった落語家の救済という、当時大揺れの落語業界の懸案事項の解決に団体の枠を超えて一役買う格好になった。
- 『寄席は毎日休みなし』（うなぎ書房）と題する著書を著したが、寄席を休演することはあった[6]。

メディア出演と「柳昇ギャルズ」
- フジテレビで1959年に放送開始された番組『お笑いタッグマッチ』の司会役で人気が沸騰し、一躍時代の寵児となる。同番組のレギュラー陣には、同時に真打に昇進した10代目桂文治、4代目三遊亭小圓馬、4代目春風亭柳好、三笑亭夢楽がいた（他の出演者は落語協会の四代目柳家小せんと初代金原亭馬の助）。
- 自著『与太郎戦記』は、自身の軍隊体験を落語調に綴ったものでベストセラーとなった。大映で数度に渡り映画化されているが、その映画には自身もカメオ出演している。
- 1982年には落語好きの女子大生を中心に人気が集まり、彼女たちを中心に親衛隊ともいえる「柳昇ギャルズ」[注釈 1]が結成された。書記長は木村万里[7]。さん生改め川柳川柳の弟子となる川柳つくしも一員だった。
- 松村邦洋はテレビ番組のロケで共演した際に「春風亭でぶ昇」の名を拝命されている[要出典]。

漫画への登場
- ゆうきまさみの漫画『究極超人あ〜る』に登場する春風高校の校長「柳昇（やなぎ のぼる）」の外見及び喋り方のモデルである[8]。同作のイメージアルバムやサウンドトラックでは、特別出演としてこの役で声優も務めた[9]。
- 柳昇校長というキャラクターのきっかけは、柳昇の次男でアニメーターの知吹愛弓とゆうきまさみの間に親交があったことである。知吹を介して柳昇本人から肖像権利用の許可を得て実現しており、本人公認のものである。なお、知吹は『あ〜る』では他にもイメージアルバムで曲垣役を演じ、1991年にOVAとしてアニメ化された際には監督を務め、知吹が経営する「スタジオこあ」がアニメーションの実制作を担当しているなど、同作とは縁の深い人物である。
- 次男の知吹愛弓とは、ツーショットでNTTの広告に出演したことがある（知吹については本名表記）[注釈 2][10]。

私生活
- 1970年代、自宅から富士講に関する古文書など多数の資料が発見されるという出来事があった。これは先祖が、江戸時代に居住していた関前村（現在の武蔵野市）の富士講の指導者であったためである。
- 吉祥寺界隈など地元武蔵野市周辺での各種公演への出演後には、西荻窪駅南口にある鮨屋「松寿し」に好んで通っていた。
- 趣味の一つに将棋があり、1976年の新春にNHK教育テレビジョンで放送された『新春お好み将棋道場』では米長邦雄八段と四枚落ちで指し、解説の芹沢博文八段からヒントを貰いつつではあったが見事に勝利している（段位はいずれも当時）[11]。

## 決まり文句
- 冒頭で必ず言うセリフが、「わたくしは、春風亭柳昇と申しまして、大きなことを言うようですが、今や春風亭柳昇と言えば、我が国では…（沈黙）、わたし一人でございます…」。「我が国では」の後の沈黙で観客が笑い出すことが多かった。
- 晩年は「もうこんなことを言うのも飽きちゃいまして…」と付け加えることもあった。

## 得意ネタ
- 結婚式風景

結婚披露宴で、めちゃくちゃな挨拶ばかりする来賓や仲人のスケッチ。
- カラオケ病院

経営状態の悪くなったダメ病院が起死回生の策として、患者向けに「カラオケ」サービスを始める。『星影のワルツ』『お久しぶりね』などのヒット曲の替え歌を後半で披露。近年では弟子の2代目昔昔亭桃太郎も演じている。
- 課長の犬

「子どもが生まれた」という課長に挨拶に行くため、同僚におべっかの使い方を学んだ男。しかしその子供は「飼い犬の子ども（＝子犬）」だった。
- 里帰り

嫁いだ娘が義母にいじめられていると聞き、「1年間は考えろ」と忠告しながら毒薬を渡す父親。1年後、振り袖姿で実家に現れた娘。義母との関係も良好。使わずじまいだった「毒」の中身は…。
- 南極探検

南極探検隊にいた、とウソばかりつく男の話。古典落語『弥次郎』の改作。7代目立川談志は柳昇から『南極探検』を教わり、『弥次郎』の息子が『南極探検』の主人公という設定にして、『弥次郎』と『南極探検』をつなげて『嘘つき二代』という題で口演した録音が残っている。
- 日照権

近所に高層マンションができるという情報が入り、町内会で「日照権はどうなる」と団体交渉の検討が始める。交渉係が大家のところに向かうが、ろくな結果にならない。
- 乙女饅頭

江戸時代の吉原を舞台にした新作落語。廓からの脱出を望む花魁が、金物問屋の奉公人と恋に落ちる。柳昇のヒューマニズムと日本古来の稲荷信仰が融合した人情噺。
- 与太郎戦記

自身の大東亜戦争体験を面白おかしく落語にしたもの。書籍版もあり、映画化もされている。ユーモアいっぱいの笑いの中に、さりげなく、敵機の機銃掃射によって凄惨な死を遂げる戦友や部下の話が語られる。
- 扇風機
- 免許証
- 小切手
- 税関風景
- すきやき兄妹
- 雑俳
- 牛ほめ
- 三国志
- お茶漬け

ほか

## ペンネーム
- 林 鳴平

噺家は、お囃子（ハヤシ）が鳴って高座に出て、開口一番「え〜（へ〜）」と言うところから、自ら命名。

## 主な役職
- 社団法人落語芸術協会副会長（後に理事長）
- 日本演芸家連合会長[12]
- 社団法人日本芸能実演家団協議会 副会長[13]
- 国立演芸場設立促進委員長
- ゆうもあくらぶ 理事長[14]
- 警察官友の会常任理事
- 財団法人発明学会幹事
- 春陽会
- 日本会議代表委員

## 受賞歴
- 芸術祭奨励賞（1963年、創作落語会メンバーとして）
- 芸術祭優秀賞（1982年）
- 勲四等瑞宝章受章（1990年 秋）[15]

## テレビ・ラジオ出演

### テレビ番組
- フジテレビ『お笑いタッグマッチ』 - 司会者
- NET（現：テレビ朝日）末広亭珍芸シリーズ - 司会者
- NHKテレビ『笑いがいちばん』 - レギュラー

### テレビドラマ
- 大晦日の泥棒 NHK 1953/12/15
- お父さんお寝みよ NHK 1954/06/08
- 与太郎物語 CX 1960/10/01
- オカシナ君のおかしな一日 NTV 1964/10/03
- 夫婦学校(1)（第３回）甘ったれ夫婦 NTV 1971/10/21
- 春風亭柳昇の与太郎戦記 KTV  1983/12/11 ナレーター担当
- 日立爆裂アワー人形劇・冒険＠アナログ島 CX 1996/03/18 ～ 1996/03/19
- デューク NHK 1998/02/06

### ラジオ番組
- 文化放送『落語討論会』 - 司会者

### CM
- 週刊就職情報
- 太陽グループ
- エメロン石鹸（お中元・お歳暮、柏原芳恵と共演）（1984-1985）

## 映画
- 与太郎戦記 (1969)	出演/原作
- 続・与太郎戦記 (1969)	原作/出演
- 新・与太郎戦記 (1969)	原作/出演
- 与太郎戦記　女は幾万ありとても (1970)	出演/原作
- 陸軍落語兵 (1971)	原作/出演
- 十七才の成人式 (1971)	出演
- すっぽん女番長 (1971)	出演
- 田園のユーウツ (2000)	出演	柳田昇三郎
- かあちゃん (2001)	出演	禿げ老人

## 著書
- 『与太郎戦記』（立風書房、1969年、記憶違いなどを訂正し1983年に新装版が刊行→ちくま文庫、2005年）
　代表作、旧大映で1969-70年に『与太郎戦記』『続・与太郎戦記』『新与太郎戦記』『与太郎戦記　女は幾万ありとても』の計4本が、フランキー堺主演で映画化。1983年には花王名人劇場でもドラマ化された（『春風亭柳昇の与太郎戦記』）。
- 『陸軍落語兵』（立風書房→ちくま文庫、2008年5月）※1971年に大映で実写映画化（高島忠夫主演）
- 『与太郎戦記ああ戦友』（立風書房→ちくま文庫、2011年2月）
- 『人に好かれる話し方』（サンケイ出版）
- 『少年少女落語「そこつの電話」』（学校図書KK）
- 『柳昇落語グラフィティ』（レオ企画）
- 『与太郎高座』（日本テレビ）
- 『ボク大人に負けないぞ』（ポプラ社）
- 『決定版、人に好かれる話し方』（中央書院）
- 『短歌集・風もないのに世の中まわる』（明窓出版）
- 『短歌集・今日は誰がの誕生日』（立風書房）
- 『寄席花伝書―人間社会の道しるべ落語道』（青也コミュニケーションズ、2001年）
- 『柳昇の新作格言講座』（講談社）
- 『寄席は毎日休みなし』（うなぎ書房、改訂版2008年）

## CD・ビデオ・DVD

### CD
- NHK新落語名人選 五代目 春風亭柳昇（ユニバーサルインターナショナル、2006年）
- 花形落語特撰 〜落語の蔵〜（テイチクエンタテインメント、2009年）
- 「なごやか寄席」シリーズ 五代目 春風亭柳昇 滝口入道/里帰り（ユニバーサルインターナショナル、2010年）
- 「なごやか寄席」シリーズ 五代目 春風亭柳昇 日照権/雑俳（ユニバーサルインターナショナル、2010年）
- にっかん飛切落語会 特撰 春風亭柳昇 （ソニー・ミュージックダイレクト、2010年）

### ビデオ
- 柳昇落語 二巻（クリンメディアKK）

### DVD
- NHK-DVD 落語名作選集 春風亭柳昇 五代目（ユニバーサルJ、2004年）
- NHK-DVD「日本の話芸」特撰集 -ことば一筋、話芸の名手たちの競演会- 落語編二（NHKエンタープライズ、2006年）

## 弟子
太字は現役
- 9代目春風亭小柳枝 - 4代目春風亭柳好門下から移籍
- 3代目昔昔亭桃太郎
- 瀧川鯉昇 - 春風亭扇昇門下から
- 春風亭昇太
- 春風亭柳桜
- 5代目春風亭柳好

### 柳昇死後他門下へ移籍
- 春風亭柳之助 - 9代目春風亭小柳枝門下へ
- 春風亭昇乃進 - 9代目春風亭小柳枝門下へ
- 春風亭昇輔 - 瀧川鯉昇門下へ
- 春風亭柳太郎 - 春風亭昇太門下へ
- 春風亭鹿の子 - 9代目春風亭小柳枝門下へ
- 春風亭昇美依 - 3代目橘ノ圓門下へ
- 春風亭柳二郎 - 3代目昔昔亭桃太郎門下へ
- 3代目春風亭笑橋 - 3代目昔昔亭桃太郎門下へ

### 色物
- 小梅美ゆ紀（旧名：春風亭美由紀） - 俗曲[16]

### 退会
- 5代目春風亭柳條 - 4代目春風亭柳好門下から移籍

### 廃業
- 春風亭扇昇
- 春風亭柳如
- 春風亭柳之助（前出の真打とは別人）
- 春風亭柳也
- 春風亭柳二
- 春風亭小町[17]- 後に柳家小蝠と結婚
- 初代春風亭昇吉[18]
- 春風亭すずめ - 春風亭小柳枝（9代目）門下から移籍